# Републикански път II-80
Републикански път II-80 е второкласен път, част от Републиканската пътна мрежа на България, преминаващ изцяло по територията на Хасковска област. Дължината му е едва 3,5 km. Номерацията на пътя е изключение от правилото за номериране на републиканските пътища в България.
Пътят се отклонява надясно при 366,8 km на Републикански път I-8 в квартал „Капитан Петко войвода“ на град Свиленград, насочва се на юг, преминава през ГКПП Капитан Петко войвода - Орменион и достига до държавната ни граница с Република Гърция.
| Пътища, отклоняващи се надясно (населено място, № на пътя, посока на пътя)     | km  | Пътища, отклоняващи се наляво (посока на пътя, № на пътя, населено място)      |
| ------------------------------------------------------------------------------ | --- | ------------------------------------------------------------------------------ |
| кв. „Капитан Петко войвода“, гр. Свиленград Община Свиленград, I-8, 366,8 km → | 0,0 | кв. „Капитан Петко войвода“, гр. Свиленград → 366,8 km, I-8, Община Свиленград |
| (за с. Мезек) общински път ←                                                   | 1,5 |                                                                                |
| ГКПП Капитан Петко войвода - Орменион                                          | 2,2 | ГКПП Капитан Петко войвода - Орменион                                          |
| граница с Република Гърция                                                     | 3,5 | граница с Република Гърция                                                     |